# Herbert Knittler
Herbert Knittler (* 7. Mai 1942 in Brünn/Brno, Mähren; † 24. November 2023) war ein österreichischer Wirtschafts- und Sozialhistoriker, der von 1979 bis 2003 als ordentlicher Professor an der Universität Wien tätig war. Die Schwerpunkte seiner Forschung lagen im Bereich der österreichischen und europäischen Stadtgeschichte des Mittelalters und der frühen Neuzeit, der Agrargeschichte Österreichs und der Sozialgeschichte der Architektur. Er befasste sich zudem intensiv mit der Geschichte des niederösterreichischen Waldviertels und seiner Heimatstadt Weitra.

## Leben und Wirken
Knittlers Vater fiel im Jahr 1944 an der Front. Infolge der politischen Umstände wurde er ein Jahr später mit seiner Mutter aus der damaligen Tschechoslowakei evakuiert. Seine Kindheit und Jugend verbrachte er in Weitra, Niederösterreich. Nach seiner mit Auszeichnung bestandenen Matura im Jahr 1961 schrieb er sich an der philosophischen Fakultät der Universität Wien ein und promovierte im Jahr 1966 im Fach Wirtschafts- und Sozialgeschichte in Verbindung mit Kunstgeschichte zum Dr. phil.
Seine berufliche Laufbahn begann im Jahr 1966 als wissenschaftlicher Angestellter der Kommission für Wirtschafts-, Sozial- und Stadtgeschichte der Österreichischen Akademie der Wissenschaften, wo er mit der Redaktion des Österreichischen Städtebuches betraut war.
Nach Ableistung des Präsenzdienstes beim Österreichischen Bundesheer wurde er im Jahr 1971 Assistent am Institut für Wirtschafts- und Sozialgeschichte der Universität Wien, nach seiner im Jahr 1974 erfolgten Habilitation Oberassistent und Universitätsdozent. Im Jahr 1979 erfolgte die Ernennung zum Professor für Wirtschafts- und Sozialgeschichte, als der er bis zu seiner Pensionierung im Jahr 2003 tätig war.
Die Auseinandersetzung mit dem Themenkreis Stadtgeschichte auf nationaler und internationaler Ebene stand in der Folge im Zentrum von Forschung und Lehre. Daraus resultierten auch größere Forschungsvorhaben, so zu den Problemfeldern Stadthaushalte der Frühneuzeit und Besteuerung der Städtekurie in den österreichischen Ländern. Ein Projekt zur adeligen Wirtschaftsführung 1500–1700 bildete eine Grundlage für die von ihm kuratierte niederösterreichische Landesausstellung „Adel im Wandel“ (Schloss Rosenburg, 1990).
In den Jahren von 1995 bis 2004 bekleidete er darüber hinaus die Funktion des Obmanns der Österreichischen Gesellschaft für Mittelalterarchäologie, woraus sich intensive Beziehungen zu unterschiedlichen Themen der materiellen Kultur ergaben. In diesem Konnex zu sehen ist auch sein Interesse an der Geschichte der Glaserzeugung. Seine private Formglassammlung wurde im Jahr 2016 mit der Herausgabe eines Katalogs der Öffentlichkeit zugänglich gemacht.

Am 24. November 2023 starb Knittler im Alter von 81 Jahren.

## Auszeichnungen
- 1985: Ehrenzeichen der Stadt Weitra in Gold
- 1996: Wissenschaftspreis des Landes Niederösterreich
- 2005: Goldenes Ehrenzeichen für Verdienste um das Land Wien
- 2005: Silbernes Komturkreuz des Ehrenzeichens für Verdienste um das Bundesland Niederösterreich

## Veröffentlichungen (Auswahl)
- Herrschaftsstruktur und Ständebildung 2. Städte und Märkte. (= Sozial- und wirtschaftshistorische Studien [4] = Études présentées à la Commission internationale pour l’Histoire des Assemblées d’Etats 44), Wien/München 1973.
- Die Rechtsquellen der Stadt Weitra. (= Fontes rerum Austriacarum III/4). Wien/Köln/Graz 1975.
- Nutzen, Renten, Erträge. Struktur und Entwicklung frühneuzeitlicher Feudaleinkommen in Niederösterreich. Mit einem Beitrag von Werner Berthold (= Sozial- und wirtschaftshistorische Studien. Band 19), Wien/München 1989.
- Die europäische Stadt in der frühen Neuzeit. Institutionen, Strukturen, Entwicklungen. (= Querschnitte. 4), Wien/München 2000 (E-Book Reprint März 2015)
- Vom Leben auf dem Lande. Die Rechnungen der Herren von Puchheim auf Horn und Göllersdorf 1444-1468. (= Studien und Forschungen aus dem Niederösterreichischen Institut für Landeskunde. Band 41), St. Pölten 2005.
- Bauen in der Kleinstadt, [1], 2 (= Medium Aevum Quotidianum. SoBd. XV, XXI), Krems 2005, 2008.
- Als Herausgeber: Wirtschaftsgeschichte des Waldviertels. (= Schriftenreihe des Waldviertler Heimatbundes. 47), Horn-Waidhofen/Thaya 2006.
- Als Herausgeber: Minderstädte – Kümmerformen – Gefreite Dörfer. Stufen der Urbanität und das Märkteproblem. Tagung in Bozen/Bolzano vom 6. bis 9. September 2005. (= Beiträge zur Geschichte der Städte Mitteleuropas. Band 20), Linz 2006, ISBN 978-3-900387-60-0.
- Klarheit und Vielfalt. Österreichisches Formglas aus drei Jahrhunderten. Sammlung Knittler, 2016.
- Klarheit und Vielfalt. Österreichisches Formglas aus drei Jahrhunderten. Sammlung Knittler – Nachträge und Neuerwerbungen, 2018.